# Данн, Ричард Слейтор
Ричард Слейтор Данн (Richard Slator Dunn; 9 августа 1928, Миннеаполис, Миннесота — 24 января 2022) — американский историк, специалист по ранней американской истории. Доктор философии (1955), член Американского философского общества (1998), эмерит-профессор Пенсильванского университета. Отмечен Heisenberg Medal фонда Александра фон Гумбольдта (2008), а также Award for Scholarly Distinction Американской исторической ассоциации (2017).
Родился в семье William P. Dunn, профессора английского языка Миннесотского университета; отец привил ему любовь к Шекспиру и «поэтам-метафизикам»; с юных лет Ричард хотел пойти по отцовским стопам — стать профессором в подобной области.
Учился в Гарварде.
В 1955 году получил степень доктора философии в Принстонском университете. Затем два года провёл в Мичигане. В 1957—1996 годах преподавал историю в Пенсильванском университете, ныне там именной профессор-эмерит (Roy F. and Jeannette P. Nichols Professor Emeritus) американской истории. Директор-основатель McNeil Center for Early American Studies в 1978—2000 годах
В 2002—2007 годах соисполнительный офицер Американского философского общества.
В 1987 году — Harold Vyvyan Harmsworth Professor of American History.
В 2015 году — финалист George Washington Book Prize.
- Heisenberg Medal, Alexander von Humboldt Foundation (2008)
- American Historical Association’s Award for Scholarly Distinction (2017)

Супруга с 1960 года — Mary Maples Dunn (ум. 2017).
Автор книги A Tale of Two Plantations (2015).
Основные публикации
- Puritans and Yankees
- Sugar and Slaves
- The Age of Religious Wars
- The Papers of William Penn
- The Journal of John Winthrop

Скончался 24 января 2022 года.